# Omphale clypealis
Omphale clypealis är en stekelart som först beskrevs av Thomson 1878.  Omphale clypealis ingår i släktet Omphale och familjen finglanssteklar. Arten är reproducerande i Sverige. Inga underarter finns listade i Catalogue of Life.